# 赫里霍里夫卡 (第聶伯羅區)
48°0′42″N 34°45′41″E / 48.01167°N 34.76139°E
赫里霍里夫卡（烏克蘭語：Григорівка），是烏克蘭中部第聶伯羅彼得羅夫斯克州第聶伯羅區新波克羅夫卡市鎮的村落。處於特里圖茲納河畔，距離特拉克托爾內2公里，海拔高度131米，2001年人口328。